# Lista najwyższych ratuszy
Lista najwyższych ratuszy – przez wieki budowle ratuszowe były świeckim odpowiednikiem kościołów zaliczając się do najbardziej prestiżowych budowli miejskich; ich zewnętrzna architektura, jeśli chodzi o wieże, często nawiązywała do sakralnej.

## Najwyższe ratusze
| Wysokość | Nazwa                   | Rok ukończenia budowy | Lokalizacja - miasto | Lokalizacja - kraj | Zdjęcie |
| -------- | ----------------------- | --------------------- | -------------------- | ------------------ | ------- |
| 167,03 m | Ratusz w Filadelfii     | 1901                  | Filadelfia           | Stany Zjednoczone  |         |
| 138,38 m | Ratusz w Los Angeles    | 1928                  | Los Angeles          | Stany Zjednoczone  |         |
| 114,50 m | Nowy Ratusz             | 1905                  | Lipsk                | Niemcy             |         |
| 112,00 m | Ratusz w Hamburgu       | 1897                  | Hamburg              | Niemcy             |         |
| 108,21 m | Ratusz w Minneapolis    | 1906                  | Minneapolis          | Stany Zjednoczone  |         |
| 107,30 m | Nowy Ratusz             | 1883                  | Wiedeń               | Austria            |         |
| 106,00 m | Ratusz w Kilonii        | 1905                  | Kilonia              | Niemcy             |         |
| 106,00 m | Ratusz w Sztokholmie    | 1923                  | Sztokholm            | Szwecja            |         |
| 105,50 m | Ratusz w Kopenhadze     | 1905                  | Kopenhaga            | Dania              |         |
| 104,00 m | Stary Ratusz w Toronto  | 1899                  | Toronto              | Kanada             |         |
| 100,00 m | Nowy Ratusz w Dreźnie   | 1910                  | Drezno               | Niemcy             |         |
| 99,50 m  | Ratusz w Toronto        | 1965                  | Toronto              | Kanada             |         |
| 97,73 m  | Nowy Ratusz w Hanowerze | 1913                  | Hanower              | Niemcy             |         |
| 96,00 m  | Ratusz w Brukseli       | 1454                  | Bruksela             | Belgia             |         |